# Pont ferroviaire de Kaunas
Le pont ferroviaire de Kaunas est un pont ferroviaire sur le Niémen à Kaunas dans le centre de la Lituanie. Long de 327 mètres, le pont ferroviaire relie le quartier de la gare avec le district de Kaunas Žemutinė Freda. Depuis le 18 novembre 1996, il est inscrit au Registre des biens culturels immobiliers.

## Historique

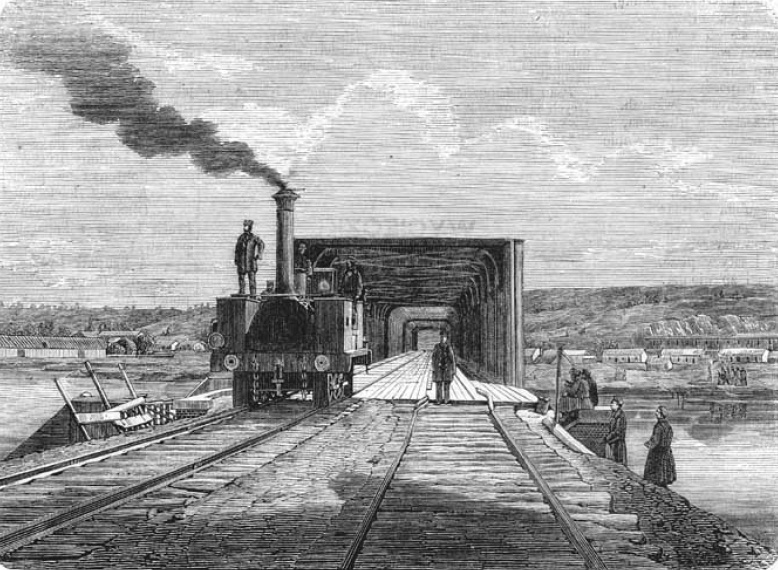

Les pont ferroviaire de Kaunas a été construit en même temps que le tunnel ferroviaire de Kaunas lors de la construction de la ligne de chemin de fer de Landwarow-Eydtkuhnen (Lentvaris-Tchernychevskoïe). Il fut construit entre avril 1859 et le 4 février 1862 par la société française Ernest Goüin et Cie. Les parties métalliques du pont ont été fabriqués en France, puis expédiés à Kaunas. Étant donné que certains des transporteurs dans la mer Baltique ont diminué, il y a eu des retards dans la construction.

## Sources
- Marcel Prade, Ponts et viaducs au XIXe siècle: techniques nouvelles et grandes réalisations françaises, Brissaud, 1988
- Geležinkelio tiltas (Žaliasis) per Nemuną Kaune
- Kultūros paveldo departamentas prie Kultūros ministerijos
- Notices d'autorité :   - VIAF